# Örontofsmaki
Örontofsmaki (Allocebus trichotis) är ett djur i familjen muslemurer och den enda arten i sitt släkte.

## Kännetecken
Djuret når en kroppslängd mellan 12 och 16 centimeter och därtill kommer en 14 till 20 centimeter lång svans. Vikten varierar mellan 65 och 90 gram. Pälsen har på ovansidan en gråbrun färg och är vid buken vitaktig. Den långa svansen har röda nyanser i den gråbruna grundfärgen. Som namnet antyder har djuret hårtofsar på öronen. Den avrundade nosen är långsträckt och de bakre extremiteterna är kraftigare än de främre. Liksom hos andra arter i underordningen Strepsirhini bildar de undre fram- och hörntänder ett slags kam. Tungan är tydlig förlängd.

## Utbredning och habitat
Som alla lemurer lever örontofsmakin bara på Madagaskar. Fram till 1980-talet hittades den bara vid några ställen vid öns östra kustlinje men numera är även andra populationer kända. Habitatet utgörs av regnskogar i nordöstra Madagaskar upp till 1 600 meter över havet. Djuret föredrar områden lägre än 1 000 meter.

## Levnadssätt
Örontofsmaki är aktiv på natten och vistas på dagen i trädens håligheter som fodras med löv. Före den torra årstiden som ligger mellan juni och september skapar djuret fettreserver i kroppen. Under denna tid vilar arten huvudsakligen.
Det är nästan ingenting känt om djurets föda. På grund av tändernas uppbyggnad som liknar tänder hos släktet Phaner antas att den främst lever av trädens vätskor. Troligen äter arten även insekter. Det gjorde några exemplar i fångenskap.
Individerna kan leva ensam, i par eller i familjegrupper med upp till 6 medlemmar. Flocken har ett revir som är 5 till 15 hektar stort. Antagligen sker parningen i november och december under regntiden och ungarna föds två till tre månader senare.

## Hot
Örontofsmaki är sällsynt och levnadsområdet är begränsade. Den hotas främst av skogsavverkningar och i viss mån jagas den av regionens befolkning för köttets skull.
Efter den första vetenskapliga beskrivningen 1875 var arten nästan hundra år gömd för forskarna, först 1966 iakttogs örontofsmaki igen. Sedan var arten åter försvunnen fram till 1989. Numera iakttas arten med jämna mellanrum. Under 1990-talet listades djuret av IUCN som akut hotad (critically endangered). På grund av nyupptäcka populationer ändrades denna status året 2000 till starkt hotad (endangered). Efter en revision listades örontofsmaki med kunskapsbrist (data deficient) och sedan 2018 åter som starkt hotad.